# Jan Berchmans
Johannes (Jan) Berchmans (Diest, 13 maart 1599 - Rome, 13 augustus 1621) was een Zuid-Nederlandse jezuïet en is een rooms-katholieke heilige.

## Leven

### Diest
Berchmans werd geboren in Diest, als oudste zoon uit een gezin met vijf kinderen. Zijn vader Jan Berchmans beoefende er het ambacht van lederbewerker, schoenmaker en schoenlapper. Zijn moeder was Elisabeth 'Liesken' van den Hove, een dochter van Adriaan van den Hove, een hoge stadsfunctionaris. Jan verbleef tot zijn twaalfde jaar in Diest. Tot zijn negende was dat in het gehuurde huis De Gulden Maene, de gezinswoning, in de toenmalige Beverstraat (nu Sint-Jan Berchmansstraat). Hij leerde Latijn op school en bij norbertijn Pieter van Emmerick, pastoor van de Onze-Lieve-Vrouwekerk, waar Jan Berchmans misdienaar was. Op zijn negende trok Berchmans in bij Van Emmerick op de pastorie waar hij onderdak en onderwijs kreeg in ruil voor kleine karweien. Berchmans had zijn wens priester te worden al geuit en vanaf zijn elfde liep hij rond in priesterkleren en met een tonsuur. Hij toonde zich een briljante student.

### Mechelen
Vanaf 1614 kreeg het gezin het financieel moeilijk. Met financiële steun van twee tantes-begijnen en na bemiddeling door de aartsbisschop van Mechelen, werd Berchmans dienstbode bij kanunnik Jan Froymont  in Mechelen, waar hij ook het seminarie bezocht. In 1615 vervolgde Berchmans zijn studie aan het zojuist door de jezuïeten gestichte college in de stad. Het lag daarom voor de hand zijn nagestreefde priesterloopbaan binnen de jezuïetenorde voort te zetten. Dit was tegen de wil van zijn vader en van het bisdom. Hij trad op 24 september 1616 toe. Na zijn eerste geloften op 25 september 1618 trok hij naar Antwerpen om daar filosofie te studeren.

### Rome
Vervolgens werd hij voor een vervolgstudie in de filosofie naar Rome gestuurd. Intussen waren zijn beide ouders al overleden. Hij ondernam de tien weken lange voettocht met zijn vriend en medebroeder Bartel Penneman. Zij bereikten Rome op 31 december 1619. Penneman overleed kort na aankomst van uitputting. In Rome verbleef Berchmans in de kamer van zijn voorbeeld, Aloysius Gonzaga. Hij liet zich opmerken door zijn grote devotie voor Maria en zijn briljante geest. Daarom mocht hij bij afstuderen het plechtig slotdispuut houden. Hij overleed in het Romeins College der jezuïeten na een kort ziekbed als gevolg van een longontsteking en dysenterie, nauwelijks 22 jaar oud. Zijn laatste woorden waren "Jezus, Maria".

## Verering

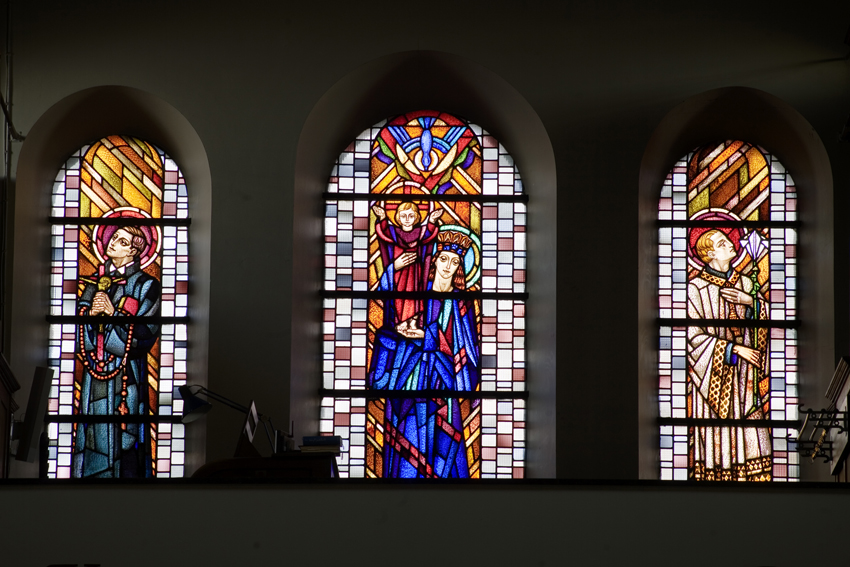
Berchmans op een glasraam in Oudenaarde

Berchmans werd begraven in de kerk van Sant'Ignazio in Rome. Toen al werd hij door het volk als heilige beschouwd en reliekjagers roofden stukken van zijn kleed, nagels en een teen van het opgebaarde lijk. Zijn hart werd gebalsemd en in 1621 door pater Marcus van Doorne naar de Zuidelijke Nederlanden gebracht. Het kwam terecht in de jezuïetenkerk in de Minderbroedersstraat in Leuven. Toen die kerk werd afgebroken verhuisde het reliek naar de Onze-Lieve-Vrouw van Leliëndaalkerk in Mechelen. In 1627 werd een eerste biografie over hem geschreven door Virgilius Cepari, zijn laatste overste in Rome.
Het lichaam werd nog driemaal opgegraven en bijkomende relikwieën vertrokken naar de Nederlanden: een stuk voorarm naar de Sint-Romboutskathedraal in Mechelen, een wervel naar de jezuïetenkerk van Brussel en een wervel, een vingertop en een stuk lijkwade naar de Sint-Sulpitiuskerk in Diest.
Hij werd op 9 mei 1865 zalig verklaard door paus Pius IX en op 22 januari 1888 door paus Leo XIII gecanoniseerd. Zijn feestdag werd op 26 november of 13 augustus ingesteld. Tegelijkertijd werd hij tot medepatroon van de studerende jeugd uitgeroepen (samen met Aloysius Gonzaga). De drie jong overleden jezuïeten Gonzaga, Stanislaus Kostka en Berchmans gelden ook als algemene beschermheiligen van de jeugd. Het proces van de zalig- en heiligverklaring was een moeizame weg. Er waren politieke en canonieke obstakels. Maar toen de Zichemnaar, pater Beckx, generaal werd van de heropgerichte orde van de jezuïeten en de voormalige pauselijke nuntius, Mgr. Pecci, verkozen werd tot paus Leo XIII kwam alles in een stroomversnelling. Twee wonderbaarlijke genezingen werden aan hem toegeschreven, die van een novice van het Heilig Hart, Mary Wilson (Grand Coteau, Louisiana), en van claris Maria Dionysia (Londerzeel). In 1888 werd hij de eerste officieel erkende heilige in zijn geboorteland. Zijn populariteit was groot tot de helft van de 20e eeuw.

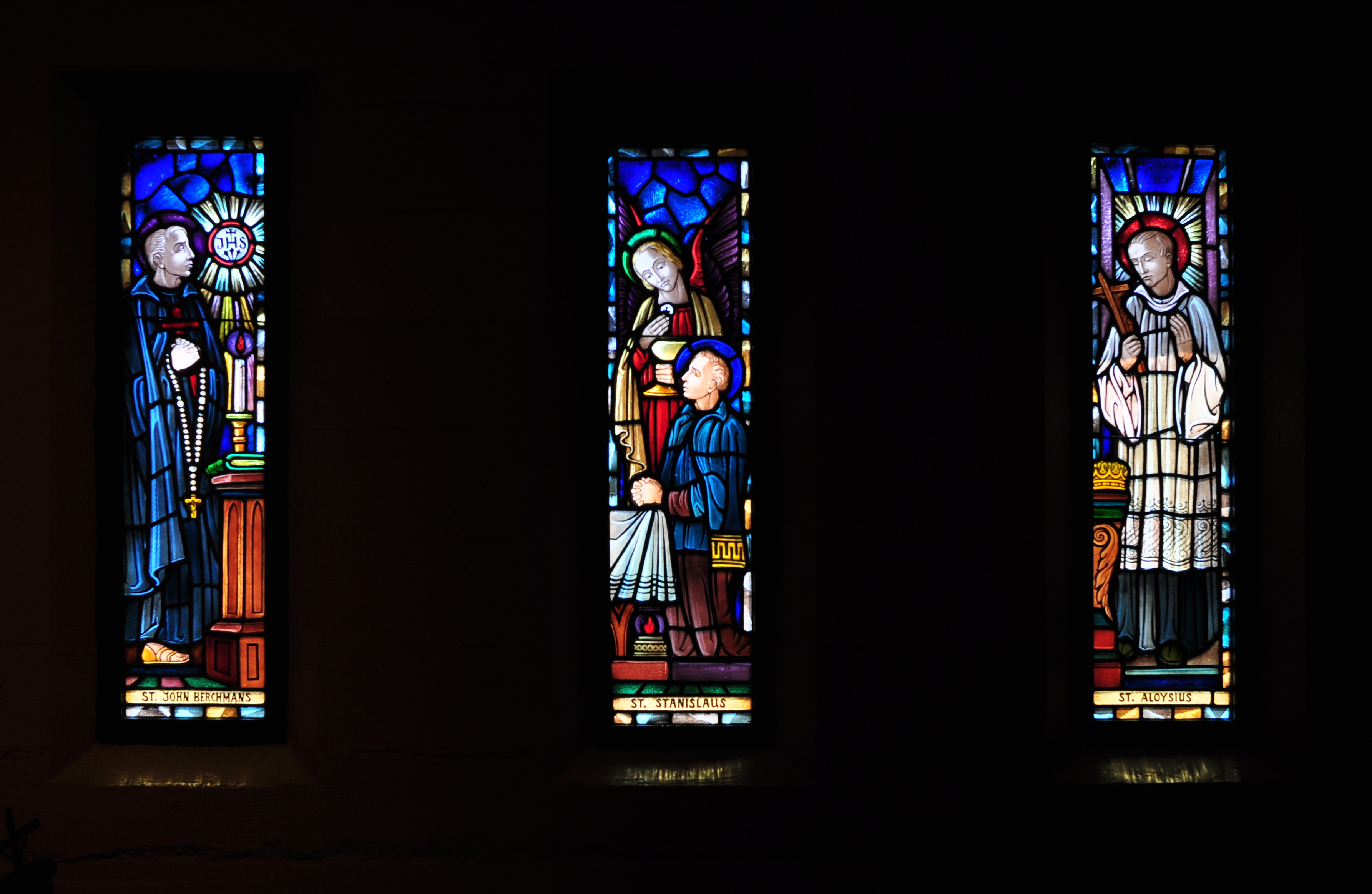
Berchmans op een glasraam in de St. Joseph Church in Seattle

## Scholen
De volgende Belgische scholen zijn naar hem vernoemd:
- het Sint-Jan Berchmanscollege in Antwerpen
- het Sint-Jan Berchmanscollege in Avelgem
- het Sint-Jan Berchmanscollege in Brussel
- het Sint-Jan Berchmanscollege in Diest (sinds 2015 Campus Sint-Jan van Katholieke Scholen in Diest)[1]
- het Sint-Jan Berchmanscollege in Genk
- het Sint-Janscollege in Gent (Sint-Amandsberg)[2]
- het Sint-Jan Berchmanscollege in Westmalle
- het Sint-Jan Berchmanscollege in Mol
- het Sint-Jan Berchmansinstituut in Zonhoven
- het Sint-Jan Berchmansinstituut in Puurs
- de Gemeentelijke Basisschool Sint-Jan in Arendonk

In Nederland is het Berchmanianum te Nijmegen naar hem vernoemd. Dit Rijksmonument uit 1929 was een college en kloosterverblijf van de Sociëteit van Jezus in de wijk Brakkenstein. Sinds oktober 2018 is het Berchmanianum het academiegebouw van de Radboud Universiteit.
In het Belgische Borsbeek, Kwaadmechelen (gemeente Ham) en Mechelen is er ook een Sint-Jan Berchmansparochie. In Ninove heet de scoutsgroep Scouts Sint-Jan-Berchmans Ninove net zoals in Leuven en in Antwerpen is er ook nog de scoutsgroep IV Sint-Jan-Berchmans. Hun lokalen bevinden zich onder het Sint-Jan Berchmanscollege. De in 1974 opgerichte AKABE-scoutsgroep in Aalst werd eveneens naar hem vernoemd.
Sinds enkele jaren is er ook een intense verering voor de heilige in de kathedraal in Shreveport, Louisiana in de Verenigde Staten. Het reliekschrijn met het hart van de heilige werd in 2016 voor enkele weken overgebracht naar Louisiana toen men de honderdvijftigste verjaardag van de wonderbare genezing van zuster Mary Wilson herdacht. Ook in Polen is er merkwaardige heropleving van de verering. In Gorskovie, aartsbisdom Chestokowa, gaan er jaarlijks verschillende plechtigheden door en in Polen wordt hij gepromoot als de patroon van de misdienaars en acolieten.
Zijn geboortehuis in Diest (De Gulden Maene) werd in 2012 gerestaureerd om te gebruiken als weekkapel in het centrum van Diest.

## Galerij

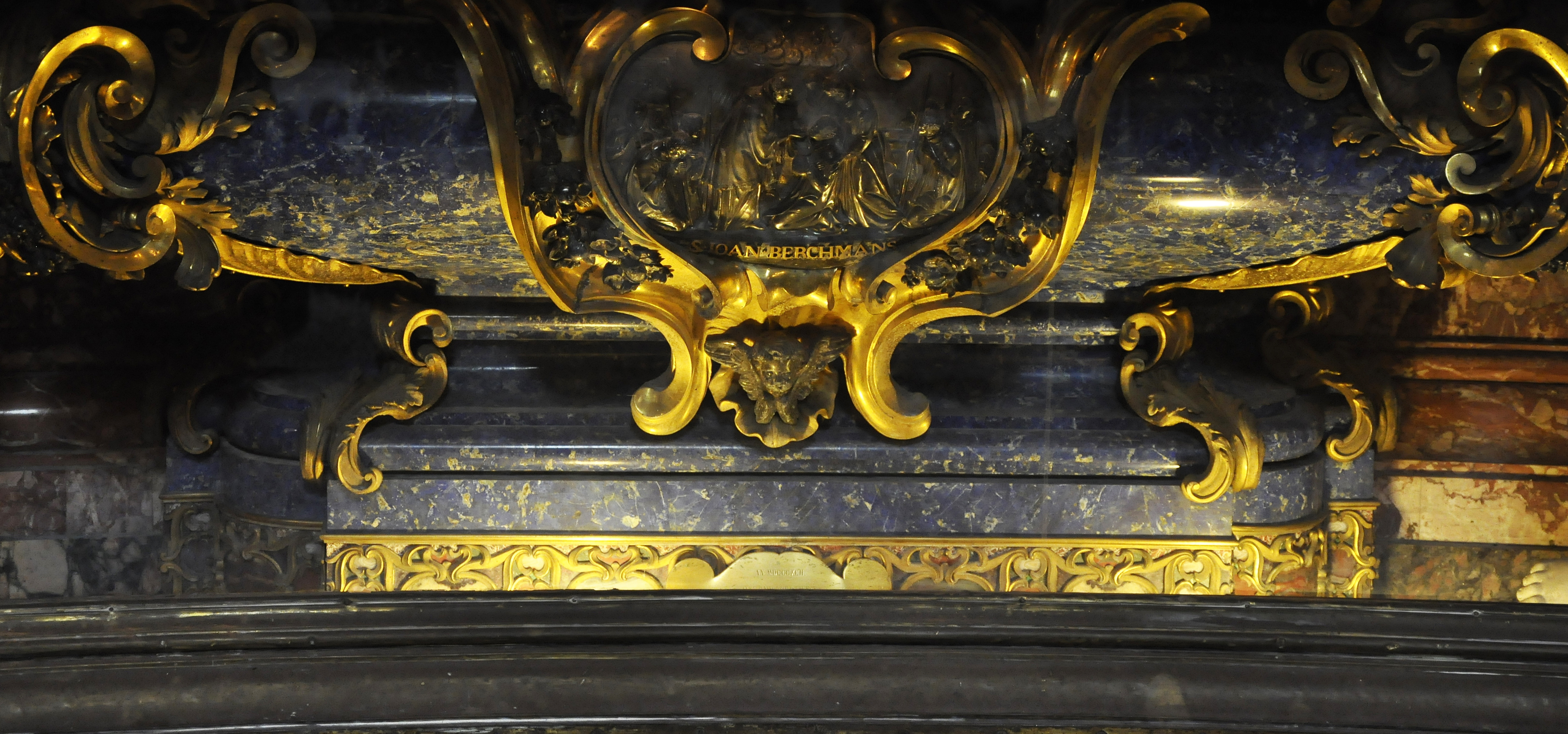
Het graf van Jan Berchmans in de Sant'Ignazio te Rome
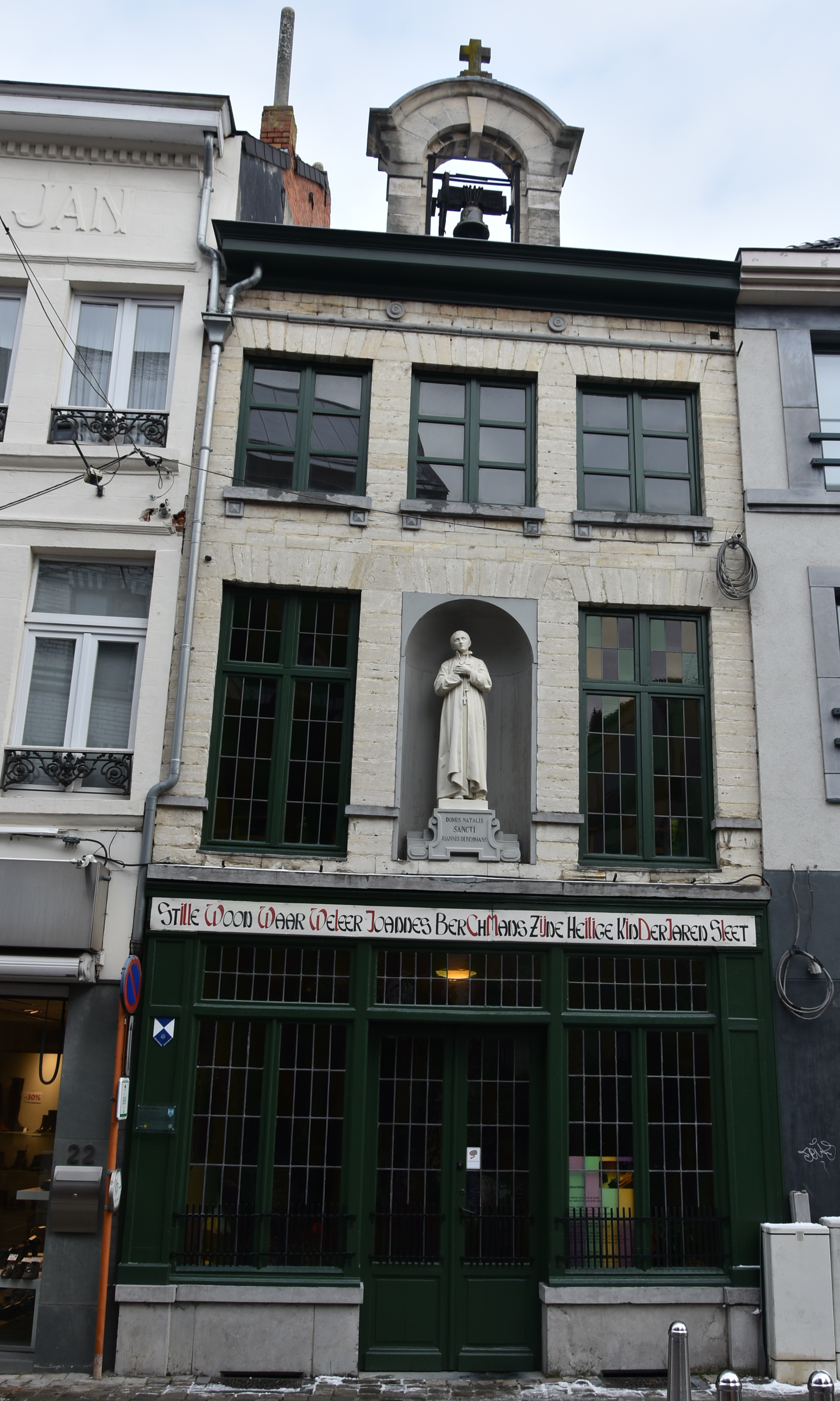
De Gulden Maene, geboortehuis van Jan Berchmans
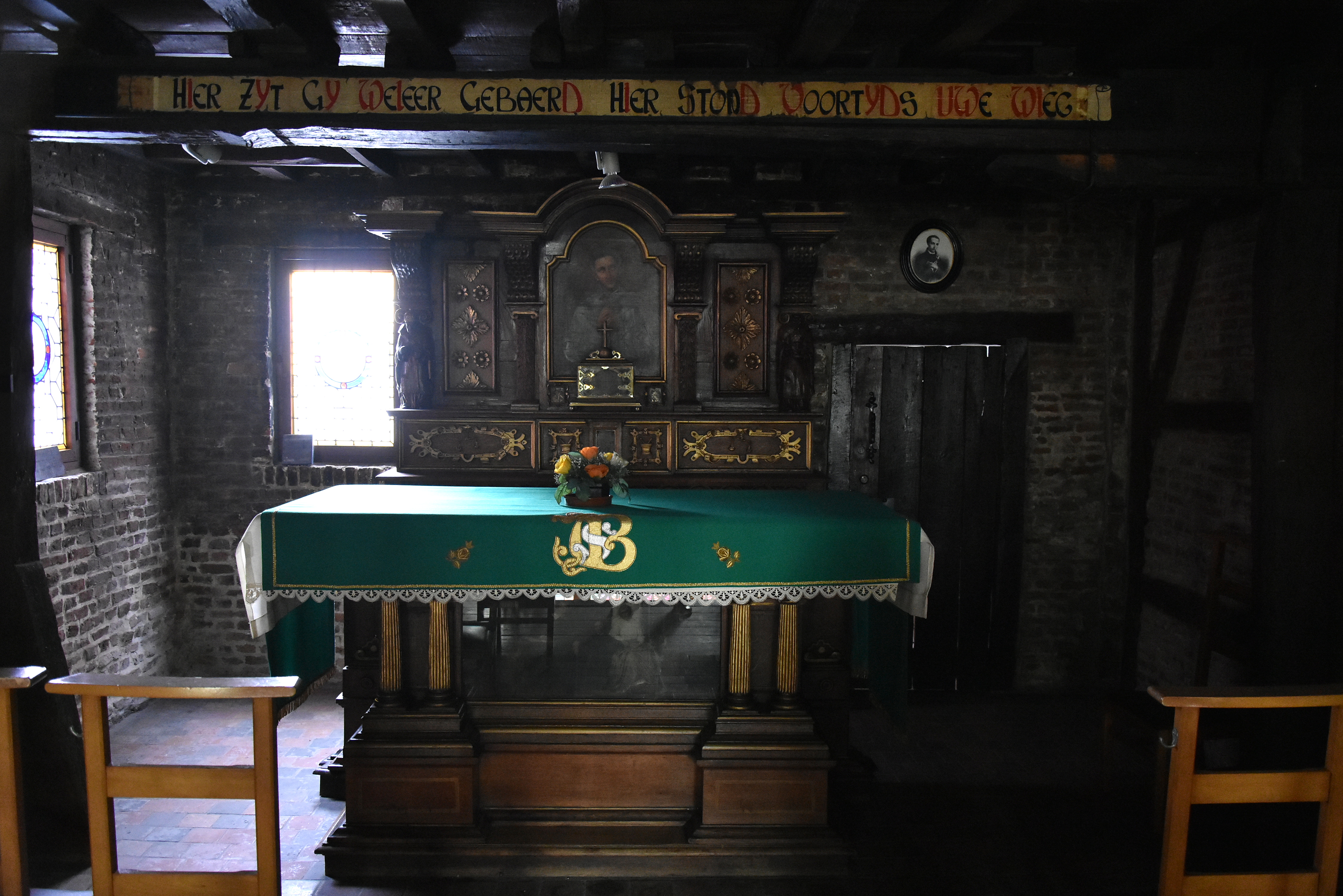
Het altaar in de kapel
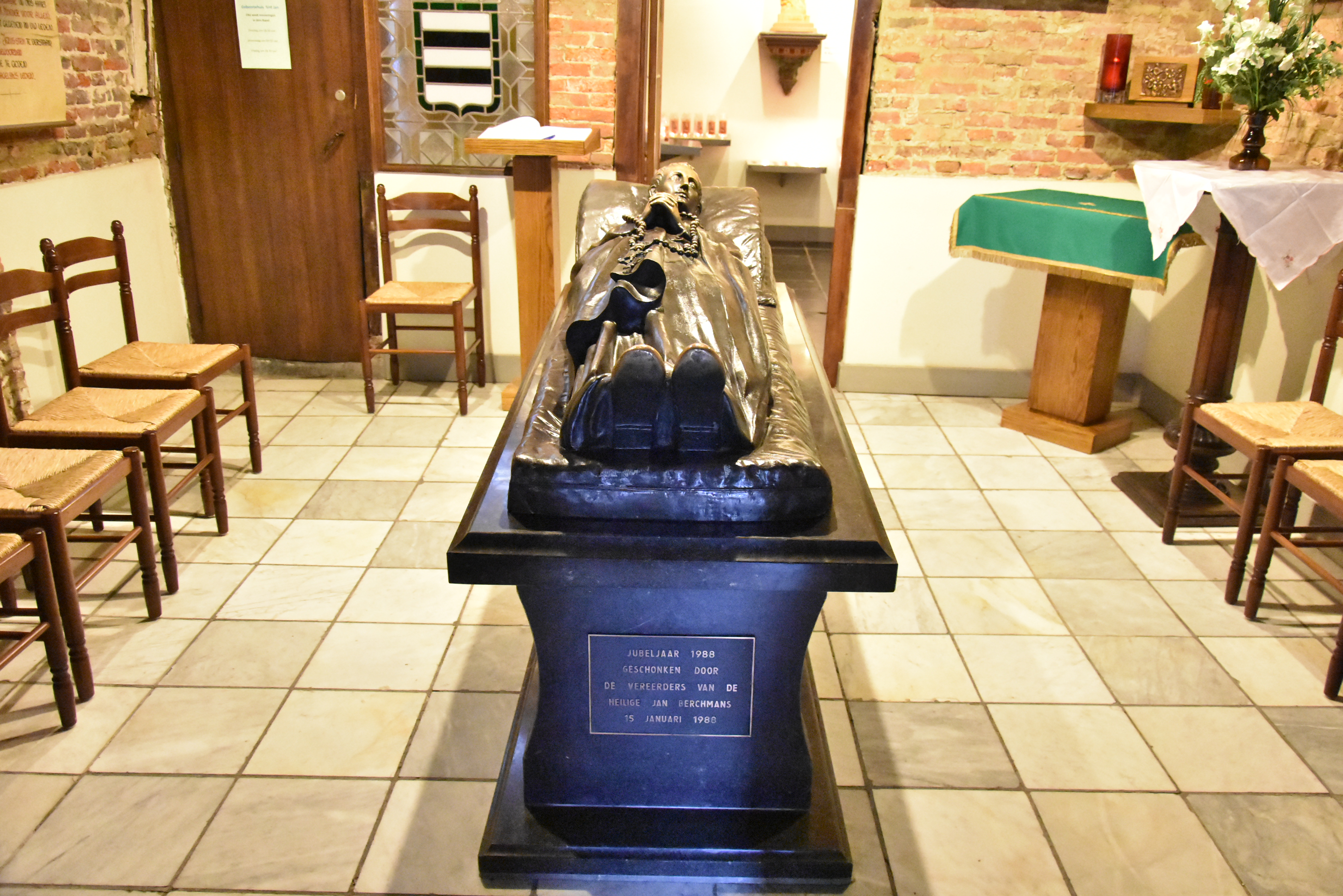
De tombe in het geboortehuis